# Boissy-l'Aillerie
Boissy-l'Aillerie is een dorp in Frankrijk. Het ligt net buiten Cergy-Pontoise, dat al tot de agglomeratie van Parijs behoort. Boissy-l'Aillerie ligt 20 km ten noordwesten van het centrum van Parijs.
Er ligt station Boissy-l'Aillerie, waar lijn J van de Transilien langskomt.

## Kaart
De onderstaande kaart toont de ligging van Boissy-l'Aillerie met de belangrijkste infrastructuur en aangrenzende gemeenten.

## Demografie
Onderstaande figuur toont het verloop van het inwonertal, bron: INSEE-tellingen.

## Websites
- (fr)  Statistische informatie op de website van INSEE

1. ↑  Populations de référence 2022.